# António Matos Veloso
António Guilherme Matos Veloso (Porto, 20 de Março de 1923 - Cascais, 21 de Abril de 2014), foi um arquitecto português, membro-fundador da ODAM, formado na Escola de Belas-Artes do Porto em 1947 com a classificação de 17 valores.

## Biografia
António Matos Veloso nasceu em 1923 no Porto, Portugal, filho de António Veloso de Pinho famoso médico do Porto, primeiro médico a operar ao cancro da garganta em Portugal e director do Hospital de Santo António durante 27 anos (1936-1963) e irmão do político comunista português Ângelo Veloso. Após a sua formação escolar, frequentou a Escola de Belas-Artes do Porto (mais tarde Faculdade de Arquitectura da Universidade do Porto), onde estudou arquitectura até 1947. Como jovem arquitecto, associou-se ao movimento dos Jovens Arquitectos Portugueses (Organização dos Arquitectos Modernos), que defendiam o repensar das tradições arquitectónicas portuguesas populares. Em finais dos anos 40, António Veloso iniciou, em conjunto com outros arquitectos, um movimento que se opunha às realizações e aos discursos oficiais da época sobre o corolário social da arquitectura, tendo integrado a organização política de oposição ao regime salazarista, Movimento de Unidade Democrática (MUD). Em 1948, participou no primeiro congresso de arquitectura em Portugal.
Depois de finalizar os seus estudos, António Veloso trabalhou primeiro no Escritório de Urbanização da Cidade do Porto (Direcção de Serviços de Urbanização do Porto). Em 1957, mudou-se para Luanda, capital da colónia portuguesa de Angola, a convite do arquitecto e amigo Vasco Vieira da Costa, onde trabalhou na Câmara Municipal da cidade de Luanda. Em 1959, quando começaram as prisões dos opositores ao regime colonial, foi com a família para Lourenço Marques (actual Maputo), capital da colónia portuguesa de Moçambique, onde também fez campanha pelo então candidato da oposição na eleição presidencial em 1958, general Humberto Delgado. Em Lourenço Marques, António Veloso trabalhou com o arquitecto português João José Tinoco, entre outros.
Em Julho de 1959, a Polícia Internacional e de Defesa do Estado (PIDE) deteve António Matos Veloso, tendo este sido levado para ser julgado em Luanda no famoso processo que ficou conhecido como o "Processo dos Cinquenta". Após o julgamento foi levado, para a prisão política do Estado Novo Português (Forte de D. Luís I), em Caxias, nos arredores de Lisboa. Em 1965, após mais de seis anos de prisão, António Veloso foi posto em liberdade condicional e regressou a Lourenço Marques (Maputo) onde iniciou o seu trabalho com o arquitecto e companheiro João José Tinoco. Foi em Moçambique que António Veloso sentiu uma maior liberdade para desenvolver o seu design arquitetónico. Juntamente com João José Tinoco, António Veloso projectou uma variedade de edifícios não só em Moçambique, mas também nos países vizinhos da África do Sul e Rodésia do Sul. Juntamente com João José Tinoco e o arquitecto português Octávio Rego Costa, António Veloso fundou o escritório A121 em 1972, sediado no Bairro de Sommerschield, em Lourenço Marques. 
Após a revolução do 25 de Abril e a independência de Angola, em Janeiro de 1976, António Veloso regressou a Luanda, onde participou, como arquitecto, no desenvolvimento do novo plano urbanístico da cidade de Luanda, sendo condecorado pelo Estado Angolano pela Luta pela liberdade do país. Em fins de 1977, regressou a Lisboa, onde trabalhou com João José Tinoco no escritório do Grupo de Planeamento e Arquitectura (GPA) de Maurício de Vasconcelos.
Em 2008, juntamente com José Manuel Fernandes e Maria de Lurdes Janeiro, Veloso publicou o livro "João José Tinoco: Arquitecturas em África", em que homenageou o seu antigo companheiro João José Tinoco e as suas obras de arquitectura em África.

## Obras

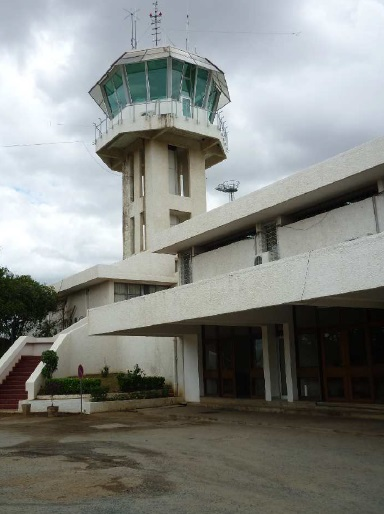
Aeroporto de Tete (1976) em Tete, Angola.

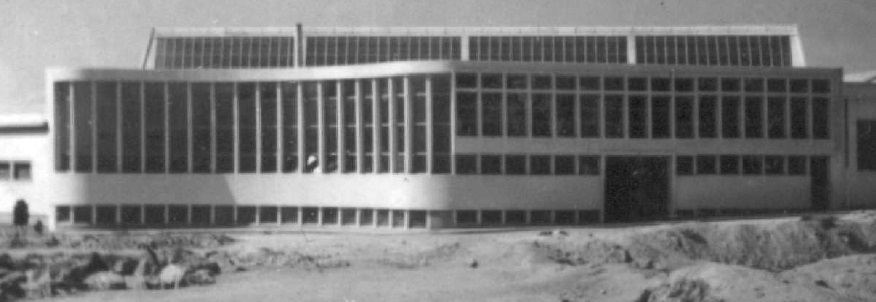
Fábrica de Calçados Brogueiras (1953) em Porto, Portugal.

- 1951 a 1953 - Fábrica de Calçados Brogueiras, Porto, Portugal
- 1955 - Moradias Geminadas em Miramar, Porto, Portugal
- 1957 a 1958 - Fábrica de Contraplacado Jomar, Luanda, Angola
- 1967 - Secretaria Provincial de Terras e Povoamento, Lourenço Marques, Moçambique, juntamente com João José Tinoco[1]
- 1970 -  Entreposto Comercial de Moçambique, Lourenço Marques, Moçambique, juntamente com João José Tinoco[1]
- 1972 a 1976 - Aeroporto de Tete, Tete, Moçambique, juntamente com João José Tinoco[1][3]
- 1971 a 1973 - Moradia unifamiliar na Matola, Matola, Moçambique
- 1972 a1974 - Conjunto de três edifícios de habitação colectiva (SIAL), Lourenço Marques, Moçambique
- 1972 a 1974 - Aeródromo da Ponta do Ouro, Ponta do Ouro, Moçambique; juntamente com João José Tinoco e Octávio Rego Costa (escritório A121)[1]
- 1979 a 1982 - Aerogare 2, Aeroporto Internacional de Lisboa, Lisboa, Portugal
- 1985 a 1990 - Aeroporto Internacional de Pedras Rubras, Porto, Portugal
- 1988 - Aerogare de Ponta Delgada, Ponta Delgada, Portugal
- 1992 - Hospital do Distrito de Viseu, Viseu, Portugal
- 1997 a 2003 - Centro de Saúde de Mafra, Mafra, Portugal
- 1990 - Arquitectura de Espaços Interiores do Centro Cultural de Belém, Lisboa, Portugal
- 2000 a 2001 - Sedes do Aeroporto de Maputo, Maputo, Moçambique
- 2002 a 2003 - Aerogare de Vilanculos, Vilanculos, Moçambique
- 2003 a 2004 - Hospital Pediátrico de Coimbra, Coimbra, Portugal
- 2008 - Aeródromo Municipal de Évora, Évora, Portugal
- 2009 a 2010 - Ministério da Agricultura de Moçambique, Maputo, Moçambique